# البرانية
البَرَّانِيَّة إحدى قرى مركز أشمون التابع لمحافظة المنوفية بجمهورية مصر العربية، ويحدها قرى طليا والكوادي وكفر عون والخور.

## تاريخ القرية
قرية البرانية من القرى القديمة، حيث ذكر أميلينو في كتابه «جغرافية مصر في العصر القبطي» ناحية باسم «براني» (بالإنجليزية: Prani)‏ اعتقد أنها اندثرت، لكن محمد رمزي عارض ذلك، وقال بأنه يعتقد أنها هي قرية البرانية. كما ورد اسم القرية في قوانين ابن مماتي وفي تحفة الإرشاد وفي التحفة السنية لابن الجيعان من أعمال الجيزية، لأنها كانت وقتئذ تقع هي والخور وطليا في جزيرة كان النيل يفصل بينها وبين أعمال المنوفية. ولما اتصلت تلك الجزيرة بأرض المنوفية في القرن العاشر الهجري، أصبحت البرانية تابعة لها.

## السكان
بلغ عدد سكان البرانية 17,981 نسمة، حسب الإحصاء الرسمي لعام 2006.